# Mårten Bergstedt
Mårten Bergstedt, född på 1600-talet, död 1738, var en svensk borgmästare och riksdagsman.

## Biografi
Mårten Bergstedt föddes på 1600-talet. Han var son till bryggaren Carl Mårtensson och Margareta Lund i Stockholm. Bergstedt arbetade som borgmästare i Sigtuna stad och var riksdagsledamot för borgarståndet i Sigtuna vid riksdagen 1713–1714, riksdagen 1719, riksdagen 1720, riksdagen 1723, riksdagen 1726–1727, riksdagen 1731 och riksdagen 1734. Han avled 1738.